# كارل شميت (أستاذ جامعي)
كارل شميت (بالألمانية: Carl Schmidt)‏ هو عالم آثار ألماني، ولد في 26 أغسطس 1868 في Hagenow ‏ في ألمانيا، وتوفي في 17 أبريل 1938 في القاهرة في مصر.